# Rio Maranhão
Rio Maranhão är ett vattendrag i Brasilien.   Det ligger i delstaten Goiás, i den centrala delen av landet, 200 km norr om huvudstaden Brasília.
I omgivningarna runt Rio Maranhão växer huvudsakligen savannskog. Runt Rio Maranhão är det glesbefolkat, med 14 invånare per kvadratkilometer.